# Жовтюх шапранець
Жовтюх шапранець (Colias myrmidone) — вид метеликів родини біланових (Pieridae).

## Поширення
Вид поширений у Центральній та Східній Європі від Австрії до Північного Казахстану. В Україні відносно звичайний на півночі країни: в Житомирській, Київській, Чернігівській областях; одинична знахідка в Запорізькій області. Майже не трапляється в степовій зоні. Вкрай рідкісний у Західній Україні. Невідомий із Закарпаття.

## Опис
Довжина переднього крила 2,5 см. Забарвлення самців яскраво-помаранчеве, самиць — помаранчево-жовте або зеленувато-біле. В обох статей по краю проходить чорна облямівка. Нижня сторона крил у самця яскраво-жовта, у самиць — жовта.
Доросла гусениця зелена, зі світло-зеленою лінією вздовж ніг і темною лінією на спині. Лялечка зелена, з жовтуватою бічною смугою і темними крапками з вентральної сторони черевця. Перед виходом метелика лялечка стає червоно-жовтою.

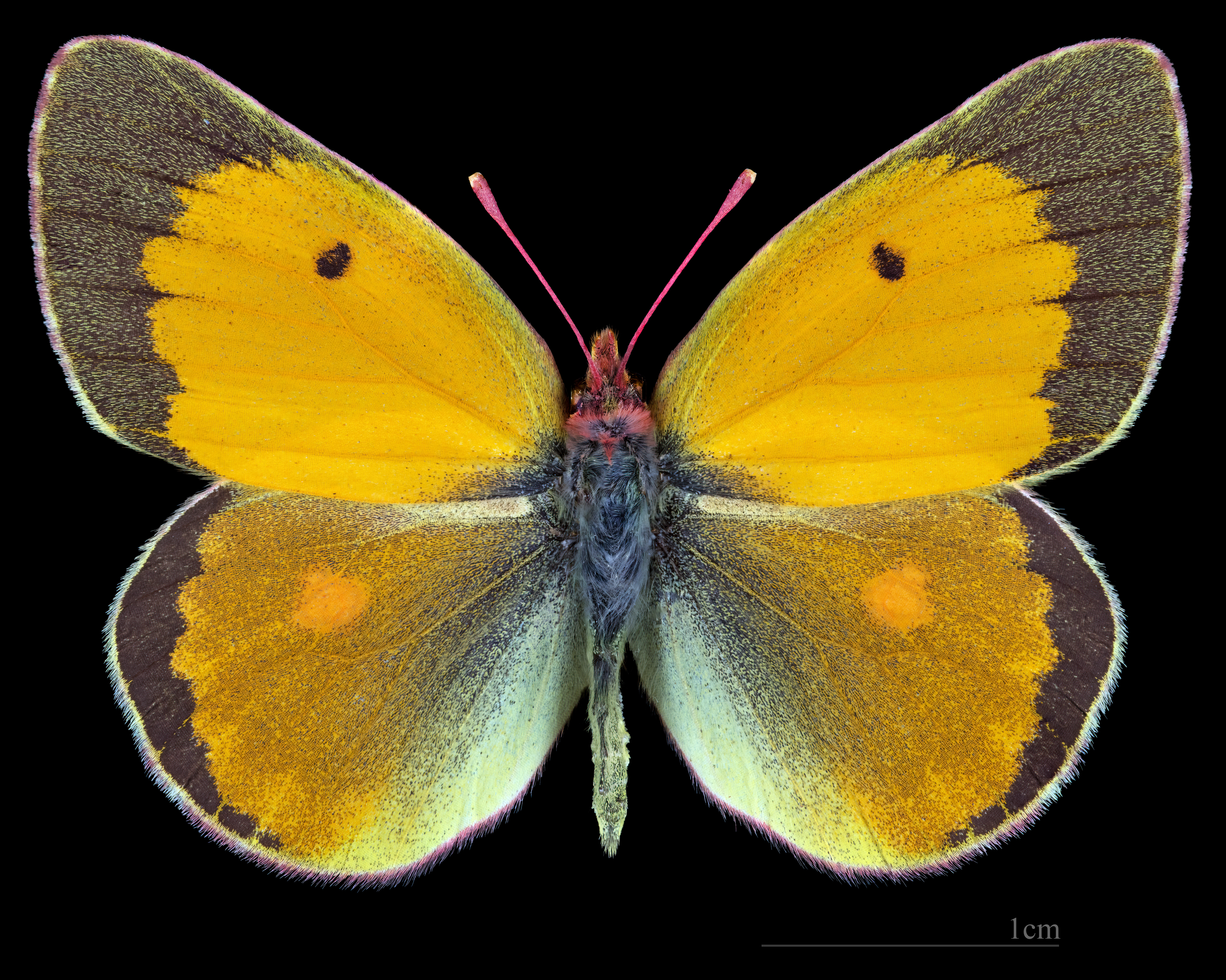
Colias myrmidone   ♂
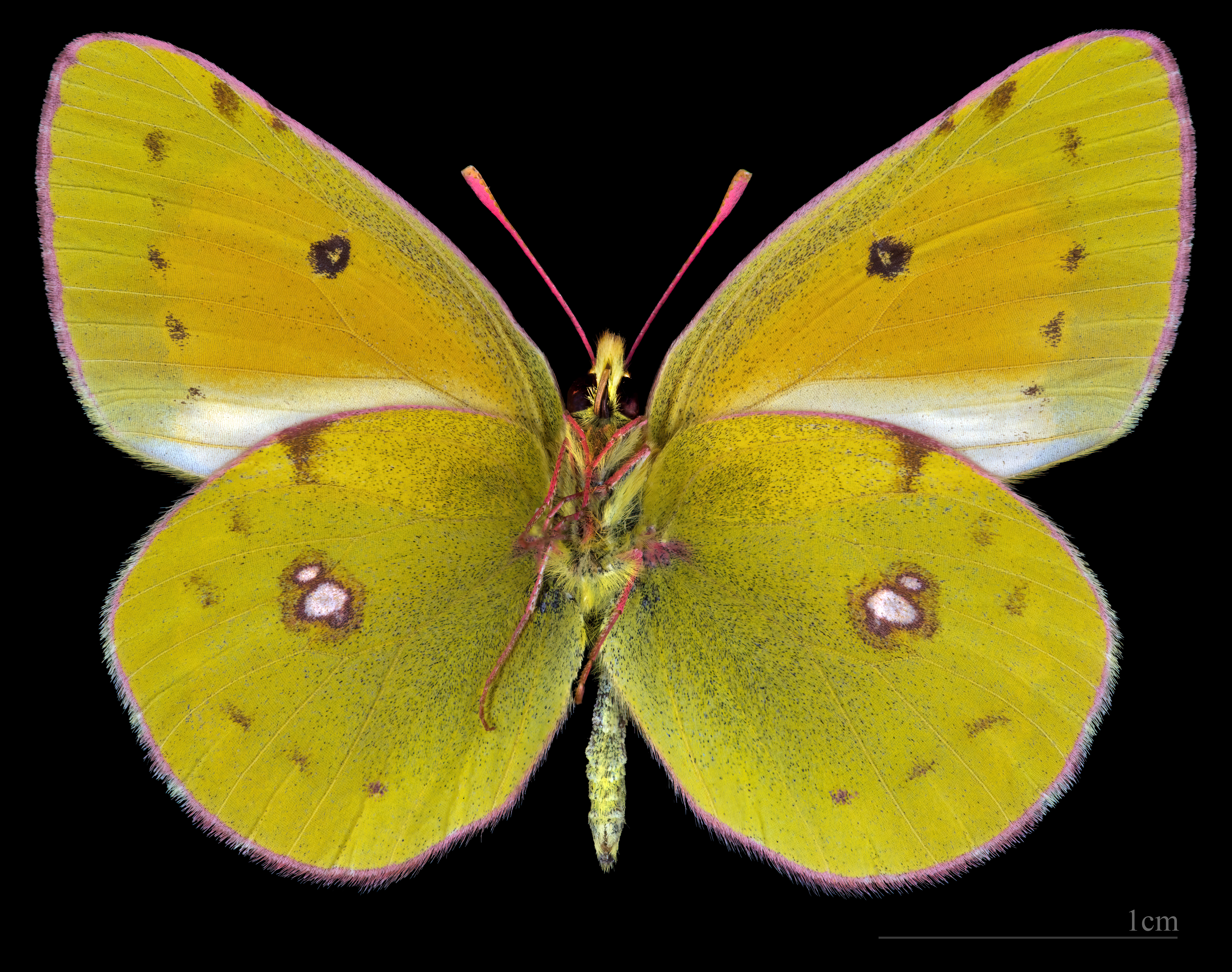
Colias myrmidone   ♂   △
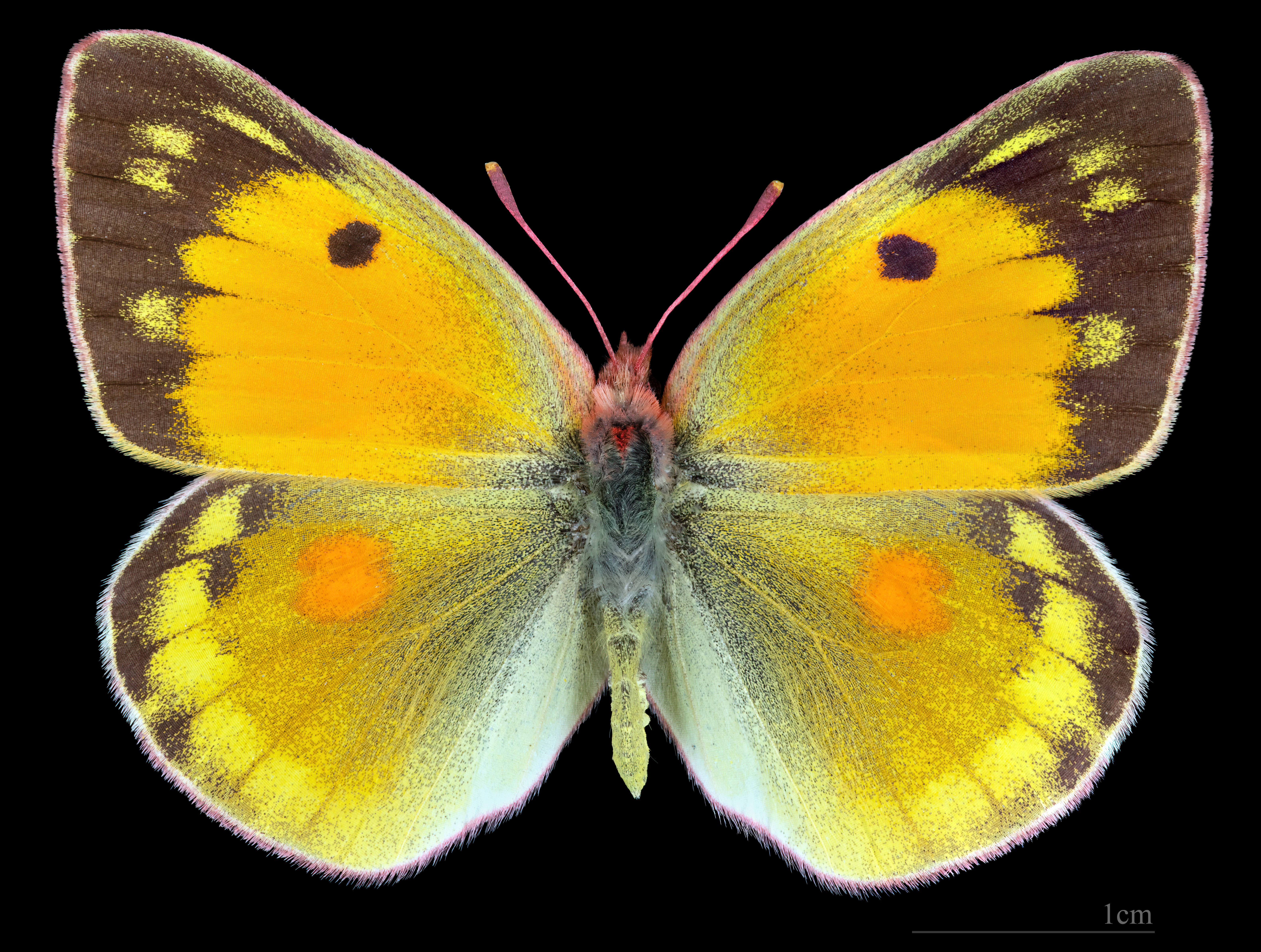
Colias myrmidone ♀
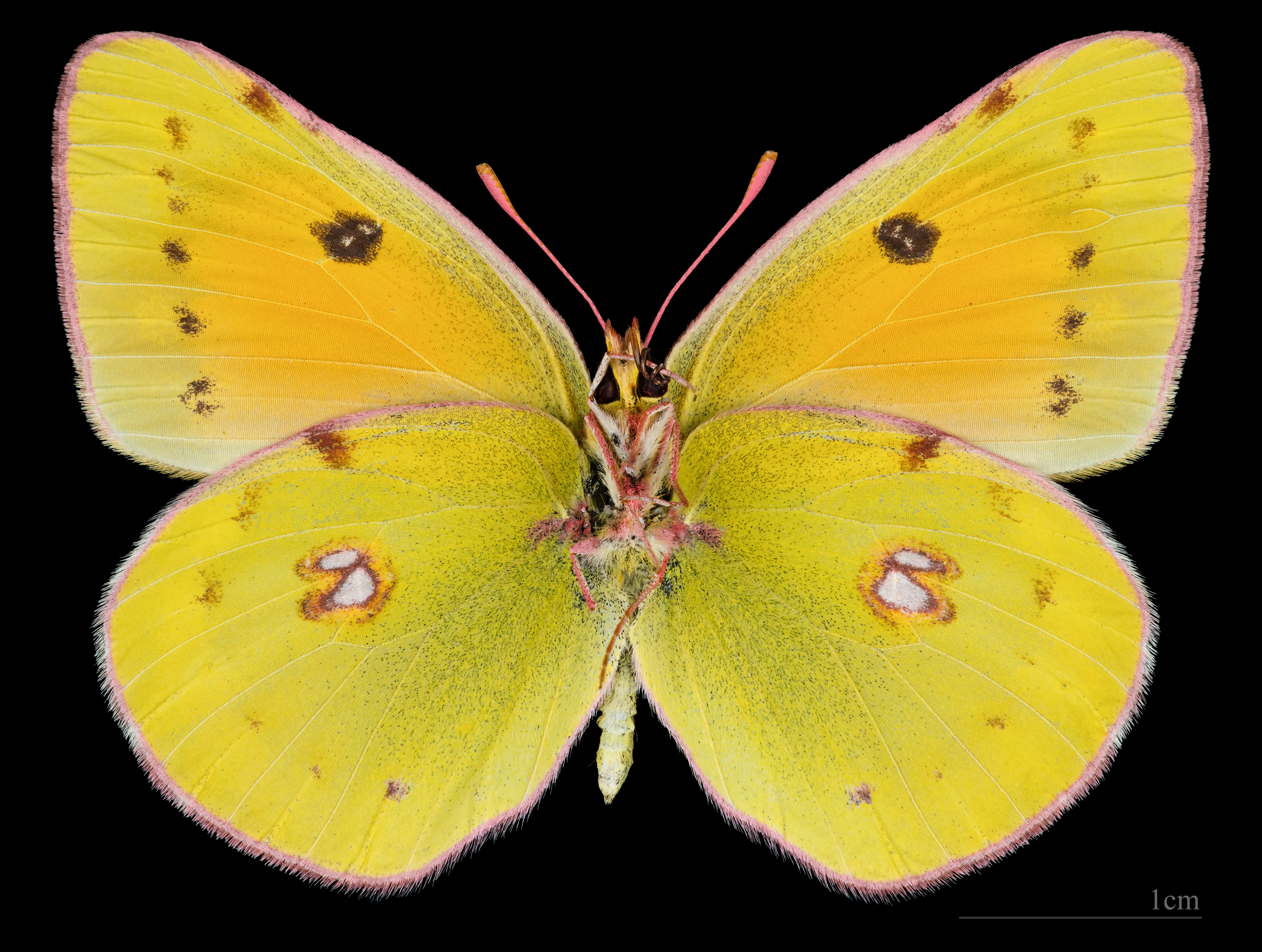
Colias myrmidone ♀ △

## Спосіб життя
Метелики літають з травня по серпень. Їх можна спостерігати на луках, узліссях, галявинах. За рік буває два покоління. Гусінь живиться різними видами зіноваті (Chamaecytisus). Молода гусениця спершу виїдає середину листа, потім край. Заляльковується на твердих стеблах трав.